# Prodidomus
Genre
Synonymes
- Miltia Simon, 1870
- Prodida Dalmas, 1919
- Hyltonia Birabén, 1954

Prodidomus est un genre d'araignées aranéomorphes de la famille des Prodidomidae.

## Distribution
Les espèces de ce genre se rencontrent en Afrique, en Océanie, dans le sud de l'Asie, en Europe du Sud et dans le centre de l'Amérique.

## Paléontologie
Ce genre est connue depuis l'Holocène.

## Liste des espèces
Selon World Spider Catalog (version 25.0, 06/02/2024) :
- Prodidomus amaranthinus (Lucas, 1846)
- Prodidomus aurantiacus Simon, 1890
- Prodidomus beattyi Platnick, 1977
- Prodidomus bendee Platnick & Baehr, 2006
- Prodidomus bicolor Denis, 1957
- Prodidomus birmanicus Thorell, 1897
- Prodidomus bryantae Alayón, 1995
- Prodidomus capensis Purcell, 1904
- Prodidomus chaperi (Simon, 1884)
- Prodidomus dalmasi Berland, 1920
- Prodidomus djibutensis Dalmas, 1919
- Prodidomus domesticus Lessert, 1938
- Prodidomus duffeyi Cooke, 1964
- Prodidomus flavidus (Simon, 1884)
- Prodidomus flavipes Lawrence, 1952
- Prodidomus flavus Platnick & Baehr, 2006
- Prodidomus geniculosus Dalmas, 1919
- Prodidomus granulosus Cooke, 1964
- Prodidomus inexpectatus Zamani, Chatzaki, Esyunin & Marusik, 2021
- Prodidomus kimberley Platnick & Baehr, 2006
- Prodidomus lampeli Cooke, 1964
- Prodidomus latebricola Cooke, 1964
- Prodidomus longiventris (Dalmas, 1919)
- Prodidomus margala Platnick, 1976
- Prodidomus maximus Lessert, 1936
- Prodidomus nigellus Simon, 1890
- Prodidomus nigricaudus Simon, 1893
- Prodidomus opacithorax Simon, 1893
- Prodidomus palkai Cooke, 1972
- Prodidomus papavanasanemensis Cooke, 1972
- Prodidomus purpurascens Purcell, 1904
- Prodidomus purpureus Simon, 1907
- Prodidomus redikorzevi Spassky, 1940
- Prodidomus reticulatus Lawrence, 1927
- Prodidomus revocatus Cooke, 1964
- Prodidomus robustus Dalmas, 1919
- Prodidomus rodolphianus Dalmas, 1919
- Prodidomus rollasoni Cooke, 1964
- Prodidomus rufus Hentz, 1847
- Prodidomus saharanpurensis (Tikader, 1982)
- Prodidomus sampeyae Platnick & Baehr, 2006
- Prodidomus seemani Platnick & Baehr, 2006
- Prodidomus simoni Dalmas, 1919
- Prodidomus singulus Suman, 1967
- Prodidomus sirohi Platnick, 1976
- Prodidomus stella (Saaristo, 2002)
- Prodidomus tigrinus Dalmas, 1919
- Prodidomus tirumalai Cooke, 1972
- Prodidomus venkateswarai Cooke, 1972
- Prodidomus watongwensis Cooke, 1964
- Prodidomus woodleigh Platnick & Baehr, 2006
- Prodidomus wunderlichi Deeleman-Reinhold, 2001
- Prodidomus yorke Platnick & Baehr, 2006

Selon World Spider Catalog (version 23.5, 2023) :
- † Prodidomus madagascariensis Wunderlich, 2011

## Systématique et taxinomie
Ce genre a été décrit par Hentz en 1847. Il est placé dans les Prodidomidae par Simon en 1884, dans les Gnaphosidae par Azevedo, Griswold et Santos en 2018 puis dans les Prodidomidae par Azevedo, Bougie, Carboni, Hedin et Ramírez en 2022.
Miltia a été placée en synonymie par Simon en 1884.
Hyltonia a été placée en synonymie par Platnick et Baehr en 2006.
Prodida a été placée en synonymie par Rodrigues et Rheims en 2020.

## Publication originale
- Hentz, 1847 : « Descriptions and figures of the araneides of the United States. » Boston Journal of Natural History, vol. 5, p. 443-478 (texte intéral).